# Jean Paul Guhel
Christiane France Jean Paul (Auray, 15 giugno 1930 – Ploemel, 1º  febbraio 1988) è stato un danzatore su ghiaccio francese.
Insieme a sua moglie Christiane Guhel ha vinto un argento e un bronzo al Campionato del mondo e un oro, due argenti e un bronzo al Campionato europeo.

## Risultati

### Danza su ghiaccio
(con Christiane Duvois)
| Evento                        | 1953 |
| ----------------------------- | ---- |
| Campionati nazionali francesi | 2°   |

(con Fanny Besson)
| Evento                        | 1954 | 1955 | 1956 | 1957 |
| ----------------------------- | ---- | ---- | ---- | ---- |
| Campionati nazionali francesi | 1°   | 1°   | 1°   | 1°   |

(con Christiane Guhel)
| Evento                        | 1958 | 1959 | 1960 | 1961 | 1962 |
| ----------------------------- | ---- | ---- | ---- | ---- | ---- |
| Campionati mondiali           | 6°   | 6°   | 3°   |      | 2°   |
| Campionati europei            | 4°   | 3°   | 2°   | 2°   | 1°   |
| Campionati nazionali francesi | 1°   | 1°   | 1°   | 1°   | 1°   |